# Речник
Речник (ијек. рјечник) уређен је списак речи, обично у виду књиге или додатка уз књигу, с објашњењима на истом језику или еквивалентима другог језика. Проучавањем речника, као и вештином састављања речника (прикупљање, опис и презентовање грађе) бави се лексикографија. Поред овог, термин речник може означавати и фонд речи којима се служи један човек или друштвена група.

## Типови речника
Речник остварује троструке релације – према својој грађи, састављачу и кориснику. Однос према грађи одређује захват речника, према састављачу – његову намеру, а према кориснику – његову намену. Сви речници се деле на основу неколико критеријума: сфера интересовања речника, број језика који су у језику обрађени, обухваћена лексичка маса, начин презентације те масе и обим речника.
1. На основу првог критеријума, који је и најопштији, разликујемо енциклопедијске речнике од језичких. Језички речници баве се првенствено језиком, то јест лексичким јединицама језика и свим њиховим особинама. Насупрот њима, енциклопедијски речници (највећи и најопштији често се зову енциклопедије) дају, пре свега, податке о ванјезичком свету, физичком или не, а само су уређени по поретку речи, што их донекле приближава језичким речницима.
2. Према броју језика речници се деле на једнојезичне, двојезичне и вишејезичне. Једнојезични речници су књиге у којима се лексичке јединице једног језика предочавају и тумаче јединицама истог језика. Обично се у таквим речницима даје доста семантичких и граматичких података о речима. Двојезични речници су речници у којима су заступљена два језика, а у вишејезичним је заступљено више језика, па им је сфера употребе обично уска, углавном у терминологији. Двојезични и вишејезични речници се знатно концепцијски разликују од једнојезичних и у њима има много мање података о речима.
3. Према обухваћеној лексичкој маси, речници се деле на опште и посебне. Општи речници готово да не постоје због њиховог циља да се унесе целокупна грађа без било каквог ограничења. Они су, по правилу, једнојезични. Већина речника врши селекцију грађе по неком критеријуму:

а) употребне карактеристике лексичке масе;
б) развој лексичке масе;
в) иманентне особине лексикона;
г) граматичке особине лексичких јединица.
На основу неког од тих критеријума, постоје: историјски речници, дијалекатски речници, регионални речници, терминолошки речници, речници језика писаца, речници табу лексике, речници страних речи, етимолошки речници, творбени речници, речници семантичких релација (синонима, антонима, паронима, хомонима), фразеолошки речници, ономастички речници, речници врста речи, колокацијски речници, речници језичких недоумица, ортографски и ортоепски речници, синхронијски и дијахронијски речници итд.
1. Према критеријуму презентације лексичке масе, речници се деле на генералне и специјалне речнике. У првима се грађа презентује описно, речима истог језика. У специјалним речницима грађа се износи на посебан начин – обратни речници, сликовни речници и сл.
2. Према обиму речници се деле на речнике малог обима, средњег обима и великог обима (тезаурусе). Речници малог обима су обично једнотомници, речници средњег обима имају око 4 до 6 томова, а тезауруси имају 10 и више томова.

## Речничка макроструктура
Сваки речник је заснован на одређеној збирци језичких исказа. То је његова грађа. Извори грађе могу бити различити и могу се сврстати у три главне групе:
1. корпус, збирке написаних и изговорених текстова;
2. информатори, изворни говорници одређеног језика (укључујући и ауторе речника);
3. ранија лексикографска пракса, релевантна лексикографска остварења.

Основни задатак у сва три случаја јесте остваривање репрезентативности, треба изабрати елементе које најбоље представљају целину.  Да би се то остварило, у обзир се морају узети све релевантне лексичке употребе, језичке јединице из одређене сфере морају бити равномерно распоређене и мора бити подједнака заступљеност свих употреба.
Процес прикупљања релевантних информација у грађи зове се ексцерпција. Следећа фаза је одабир одредница, где се одређује које ће лексичке јединице и која њихова значења ући у речничку одредницу. Даљи лексикографски рад (конструисање и уређење одреднице) спада у домен речничке микроструктуре.

## Речничка микроструктура
Речник има леву и десну страну. На левој страни су одреднице, које се називају још и леме или лексичке јединице. То су речи које се дефинишу. Оне су распоређене по алфабетском реду. Десну страну речника чини текст са граматичким и семантичким подацима о речима и примери којима се потврђује употреба дефинисане лексеме, који се назива речнички чланак.
На левој страни су одреднице у књижевном облику, са акцентом који одговара акценатском систему књижевног језика. Први податак на десној страни је показатељ граматичке категорије (ознака м, ж или с за именице, свр. или несвр. за глаголе итд.), иза којег понекад следи етимологија. Након тога уз маркиране речи стављају се и квалификатори употребне и стилске вредности (да ли је реч експресивна, индивидуална, дијалекатска, карактеристична за научно-технички језик и сл.). Иза овог податка следи информација о синтаксичкој позицији речи, која нам говори под којим синтаксичким условима реч остварује одређено значење. После ове информације долази систем дефиниција, односно тумачење значења, које представља централни и најобимнији део речничког чланка и који је потом потврђен примерима употребе.

## Речници српског језика
Код Срба су почеци лексикографског рада везани за крај 18. века. Међутим, старији штокавски речници настају још у 16. веку. Након Велике сеобе под вођством Арсенија Чарнојевића, писмени део српског становништва је, нашавши се у новој средини, имао потребу за учењем латинског и немачког језика. У предвуковском периоду, колико се зна на основу Српске библиографије за новију књижевност 1741–1867. С. Новаковића, било је објављено седам двојезичних речника (четири немачка, два латинска и један грчки). Највећу популарност међу речницима из предвуковског периода има Речник мали, први пут објављен 1793. (а затим и 1806, 1814, 1829, 1937).
Деветнаести век у српској лексикографији обележио је Вуков Српски рјечник истолкован њемачким и латинским ријечма, објављен први пут 1818. (друго издање – 1852). У њему су реализована језичка и правописна начела за која се Вук залагао. У Речнику из 1818. године Вук је спровео реформу српског језика. У Речнику, који је био заснован на тршићком говору, Вук је први пут употребио своју азбуку и слова ј, љ, њ, ћ, ђ. У 19. веку Ђуро Даничић објављује Рјечник из књижевних старина српских, у три свеске (1863–1864. год.). У истом веку започета је и израда Речника српскохрватског књижевног и народног језика САНУ (Речник САНУ), као и Rječnika hrvatskoga ili srpskoga jezika JAZU. Речник САНУ је најобимнији једнојезични описни речник српског језика (тезаурус), који обухвата грађу од Вуковог и Даничићевог времена до данас. Израда овог речника и даље траје. Први том (А – Богољуб) објављен је 1959. године, а 19. том (оцат – петогласник) 2014. године. Када буде био завршен, имаће око 500.000 речи и око 40 томова. Речник ЈАЗУ, први српскохрватски једнојезични речник и уједно једини историјски речник, има 23 тома (око 250.000 речи) и обухвата грађу од најстаријих споменика до Вуковог времена. Прва књига објављена је 1880. године, а последња 1976. године.
Први једнотомни речник после Вуковог био је Речник српскохрватског књижевног језика Луја Бакотића (Београд, 1936). Каснији једнотомни речник је Речник савременог српскохрватског књижевног језика с језичким саветником Милоша Московљевића, први пут издат 1966. године (Београд), убрзо забрањен, и прештампан 1990. и касније.
У српскохрватски лексикографски ток спада и Речник српскохрватскога књижевног језика, чија су прва два тома заједно урадиле Матица српска и Матица хрватска. Након објављивања другог тома, посао на речнику наставила је и завршила Матица српска. Прва књига објављена је 1967, а последња 1976. године. Речник има око 150.000 речи (сваки том има око 800 страна).  Још једно дело Матице српске јесте Речник српскога језика, једнотомни речник савременог српског језика, који је објављен октобра 2007. године. Речник се састоји из 1561 странице, а у њему је обрађено 85.000 речи.
Неки од важнијих посебних речника српског језика су следећи:

### Фреквенцијски речници
- Полазне основе новије српске прозе, 1–3, С. Васић
- Фреквенцијски речник будућих учитеља, В. Кнафлич
- Фреквенцијски речник савременог српског језика, Ђ. Костић
- Дечји фреквенцијски речник, В. Лукић

### Речници синонима
- Синоними и сродне речи српскохрватског језика, М. Лалевић
- Речник синонима, Павле Ћосић и др., Корнет, Београд, 2008

### Деривациони речници
- Обратни речник српскога језика, М. Николић
- Семантичко-деривациони речник, свеска 1–2 редактора Д. Гортан-Премк, В. Васић, Р. Драгићевић и Љ. Недељков

### Асоцијативни речници
- Асоцијативни речник српског језика и Обратни асоцијативни речник српскога језика, П. Пипер, Р. Драгићевић и М. Стефановић
- Систематски речник српскохрватскога језика, Ранко Јовановић, Београд, 1940
- Систематски речник српскохрватскога језика, Ранко Јовановић и Лаза Атанацковић, Матица Српска, Београд, 1980

### Етимолошки речници
- Етимологијски рјечник хрватскога или српскога језика, П. Скок
- Огледна свеска, М. Бјелетић и др.
- Бјелетић; Влајић-Поповић, Јасна; Лома, Александар; Петровић, Снежана (2003). Етимолошки речник српског језика (PDF). 1. Београд: Институт за српски језик САНУ.[мртва веза]
- Бјелетић, Марта; Влајић-Поповић, Јасна; Вучковић, Марија; Ђокић, Маја; Лома, Александар; Петровић, Снежана (2006). Етимолошки речник српског језика (PDF). 2. Београд: Институт за српски језик САНУ.
- Бјелетић, Марта; Влајић-Поповић, Јасна; Вучковић, Марија; Лома, Александар; Петровић, Снежана (2008). Етимолошки речник српског језика (PDF). 3. Београд: Институт за српски језик САНУ.

### Фразеолошки речници
- Фразеолошки рјечник хрватскога или српског језика, Јосип Матешић, Школска књига, Загреб, 1982
- Фразеолошки речник српског језика, Ђорђе Оташевић, Прометеј, Нови Сад, 2012

### Речници нових и страних речи
- Лексикон страних речи и израза, М. Вујаклија
- Речник нових речи, И. Клајн
- Нови речник нових речи: Речи, изрази и значења преузети из других језика или настали у српскохрватском језику после Другог светског рата, Ј. Ћирилов
- Велики речник страних речи и израза, И. Клајн и М. Шипка
- Du ju speak anglosrpski?, В. Васић, Т. Прћић и Г. Најгебауер.

### Речници језичких недоумица
- Речник језичких недоумица, И. Клајн, 1981 (више каснијих издања)